# For Queen and Country
For Queen and Country (no Brasil No Limite do Ódio) é um filme de drama criminal lançado em 1989, dirigido por Martin Stellman e estrelado por Denzel Washington.

## Elenco
- Denzel Washington — Reuben James
- Bruce Payne — Colin
- Dorian Healy — Tony aka Fish
- Sean Chapman — Bob Harper
- Graham McTavish — Lieutenant
- Geff Francis — Lynford
- Frank Harper — Mickey
- Craig Fairbrass — Challoner
- Michael Bray — Bryant
- George Baker — Kilcoyne
- Stella Gonet — Debbie
- Colin Thomas — Feargal